# Владан Арсенијевић
Владан (Василије) Арсенијевић (Делиблато, 22. јануар 1848 — Карловац, 14. новембар 1900) био је професор природних наука, новинар и етнолог.
Априла 1868. године је (без објашњења) променио крштено име Василије у Владан.

## Биографија
Василије је рођен у бурно време Мађарске буне, 1848. године у Делиблату, од оца Петра свештеника (родом из Орловата) и мајке Јулијане. Отац поп Петар је био образован свештеник; након студија мађарских права, завршио је богословију у Вршцу. Имао је два брата; поп Димитрија - Миту православног свештеника, који је заменио оца у делиблатској парохији, и Светозара, учитеља нежењу, који је умро у Зајечару, на служби у тамошњој гимназији и бавио се са мало успеха писањем.
Гимназију је Василије завршио у Новом Саду, а природне науке изучио у Пешти. Волео је медицину и много се бавио ботаником. Био је током студирања у Пешти питомац "Текелијанума и становао у том српском интернату до 1869. године. Као студент секретар је пештанског српског омладинског друштва "Преодница", 1868-1869. године. Тада је и изненада узео ново "српско" име Владан. 
Био је затим наставник на градској реалци у Новом Саду (1870—1875), Када је 1875. године новосадска реалка затворена, био је годину дана без посла. Изабрао га је Школски савет 1876. године за предавача српске женске учитељске школе у Горњем Карловцу. Управитељ Препарандије био је његов земљак, Банаћанин, професор Петар Радуловић, родом из Томашевца. Ту ће остати, интензивно се бавећи умним радом, предајући математику и природне науке до своје преране смрти у 51. години - 1900. године. У Карловцу је професор Арсенијевић становао код проте и колеге катихете Препарандије Манојла Грбића. Остао је неожењен, кажу због прве (која му је била и последња) несрећне љубави. Имао је импресивну библиотеку са неких 20.000 свезака, које је завештао институцијама: Препарандији у Карловцу, Српској великој гимназији у Новом Саду и Матици српској.
У младости он је истакнути члан Уједињене омладине српске, активни учесник на петој скупштини. Објавила је новосадска "Матица" 1869. године његов превод са немачког, дело "На Мртвом језеру", од Хајца. Уређује новосадски лист "Глас народа" 1872-1874. године. Док је живео и радио као професор у Новом Саду, постаје члан Књижевног одељења Матице српске, и то ће бити до смрти. Преводи он тада позоришне игре: "Емилија Галотијева" (1870) и "Шаљива игра" (1869) за потребе СНП у Новом Саду.
Бавио се књижевним радом, а почетак су обележили његови преводи чланака са немачког и руског. А од 1869. године његови преводи су импресивно штиво. Тако је превео познати роман "Очеви и оци" (1882) од Тургењева, затим наслове од истог писца: "Руђин", "Дневник залишног човека" (1883), "Ловчеви записци", "Мума", а са немачког од Лесинга "Натан мудри".
Писао је чланке из своје природњачке струке. Покренуо је едицију "Из природе, за читање старом и младом", у којој је изашао само рад "О човеку". Чланак "О цвету и и плоду", у "Матици" 1869. године био је као остали увек награђен. На наговор Ђорђа Натошевића Владан је превео и објавио значајна дела из биологије. Била су то дела научника из Стразбурга, објављена 1879-1881. године: "Зоологија" од Оскара Шмита, и "Ботаника" од А. Бари. Сам је написао "красну" књигу - уџбеник: "Зоологија за више и женске учитељске школе", Нови Сад 1879. године. Био је он 1887-1888. године у складу са својим интересовањима редовни члан "Хрватског наравословног (природњачког) друштва" у Загребу.
Бавио се у младости новинарством, а касније сакупљањем фолклора и лексикографске грађе, коју је поклонио Српској краљевској Академији. Када је Ђуро Даничић радио у Загребу на "Рјечнику хрватског или српског језика" имао је одличног, неуморног сарадника у Арсенијевићу. Постојала је интензивна комуникација између њих двојице истраживача, у Загребу и Карловцу. Владан је наводно знао акценат и тумачио значење чак 50.000 српских речи. Рукопис са толиким скупљеним речима, оставио је академији у Београду. Скупљао је и за своју душу, етнолошку грађу и народне песме у банатском завичају. Писао је о прошлости Делиблата, те објавио збирку старих народних песама под насловом "Од сна до запада".